# Remco Veldhuis
Remco Veldhuis (Haarlem, 28 maart 1973) is een Nederlands cabaretier en zanger, vooral bekend als lid van het duo Veldhuis & Kemper.

## Loopbaan
Veldhuis maakte zich ook verdienstelijk als stemacteur: in 2006 sprak Veldhuis de stem van Rutt in voor de Nederlandse versies van de animatiefilms Brother Bear en Brother Bear 2, die op 19 september 2006 in Nederland in première ging. In 2011 verzorgde hij de stem van Janssen voor de Nederlandse versie van de animatiefilm The Adventures of Tintin: The Secret of the Unicorn. In de film Monsters University vertolkte Veldhuis de stem van Terry.
Van 11 september 2011 tot 31 augustus 2014 presenteerde Veldhuis wekelijks op de zondagavond Remco Ruimt Op op Radio 2.
In 2017 was hij De Verteller in The Passion. Veldhuis was ook verteller in Scrooge Live van 2020. In 2021 deed hij mee aan het 21e seizoen van Wie is de Mol?. Hij viel af in de eerste aflevering. In 2022 deed Veldhuis mee aan De gevaarlijkste wegen van de wereld. In 2024 deed hij mee aan Weet Ik Veel en Deze week in de reclame.

## Trivia
- In de winter van 2014/2015 was hij een van de kandidaten bij de NCRV-quiz De Slimste Mens. Hij wist daar als tweede te eindigen.

- International Standard Name Identifier: 0000 0003 9160 7096
- MusicBrainz: 9d99ca59-6a1a-4850-a0fe-c9a5a1e95029
- Nederlandse Thesaurus van Auteursnamen: 294212159
- Virtual International Authority File: 285492737
- WorldCat: E39PBJqw4bxQ6pPmcKM3FJkdQq